# Аміатинський кодекс
Аміатинський кодекс (лат. Codex Amiatinus, сигла А) — найавторитетніший документ Вульгати і найраніший із рукописів перекладу блаженного Єроніма, що зберігся в повному обсязі (Леонський палімпсест старший, але в ньому текст Єроніма наведено фрагментарно, поряд з іншими ранніми латинськими перекладами). Книгу названо за бенедиктинським, а потім цистерціанським абатством Спасителя на горі Аміата в Тоскані, де вона тривалий час зберігалася. Від 1786 зберігається в Бібліотеці Лауренціана у Флоренції (каталожне позначення Cat. Sala Studio 6, Amiatino 1).
Від XVI століття на основі цього рукопису робляться авторитетні церковні та наукові видання латинської Біблії. Вважається найточнішим списком перекладу святого Єроніма для Нового Заповіту і більшої частини Старого. Як завжди у Вульгатах до IX століття, в тексті відсутні Книга Варуха і Послання Єремії, відразу за Книгою Єремії йде його Плач. Книга Ездри представлена до пізнішого поділу на Першу книгу Ездри і Другу (вона ж Книга Неемії), аналогічно об'єднано нині парні Книги Самуїла, Царів і Хронік.
Манускрипт виготовлено близько 700 року в подвійному абатстві Монквірмут — Джарроу в королівстві Нортумбрія в складі серії з трьох однакових однотомних гігантських Біблій. Третій примірник призначався в подарунок папі Римському Григорію II, якому його доставлено 716 року. Яскравий зразок англосаксонського книжкового мистецтва, за деякими думками — «найкрасивіша книга на світі», хоч і майже позбавлена багатих ілюстрацій, на відміну від аналогічної якості письма Ліндісфарнського Євангелія та Келлської Книги.
2018 року, вперше за 13 століть, Кодекс повернувся до Англії на виставку англосаксонських рукописів у Британській бібліотеці.

## Опис

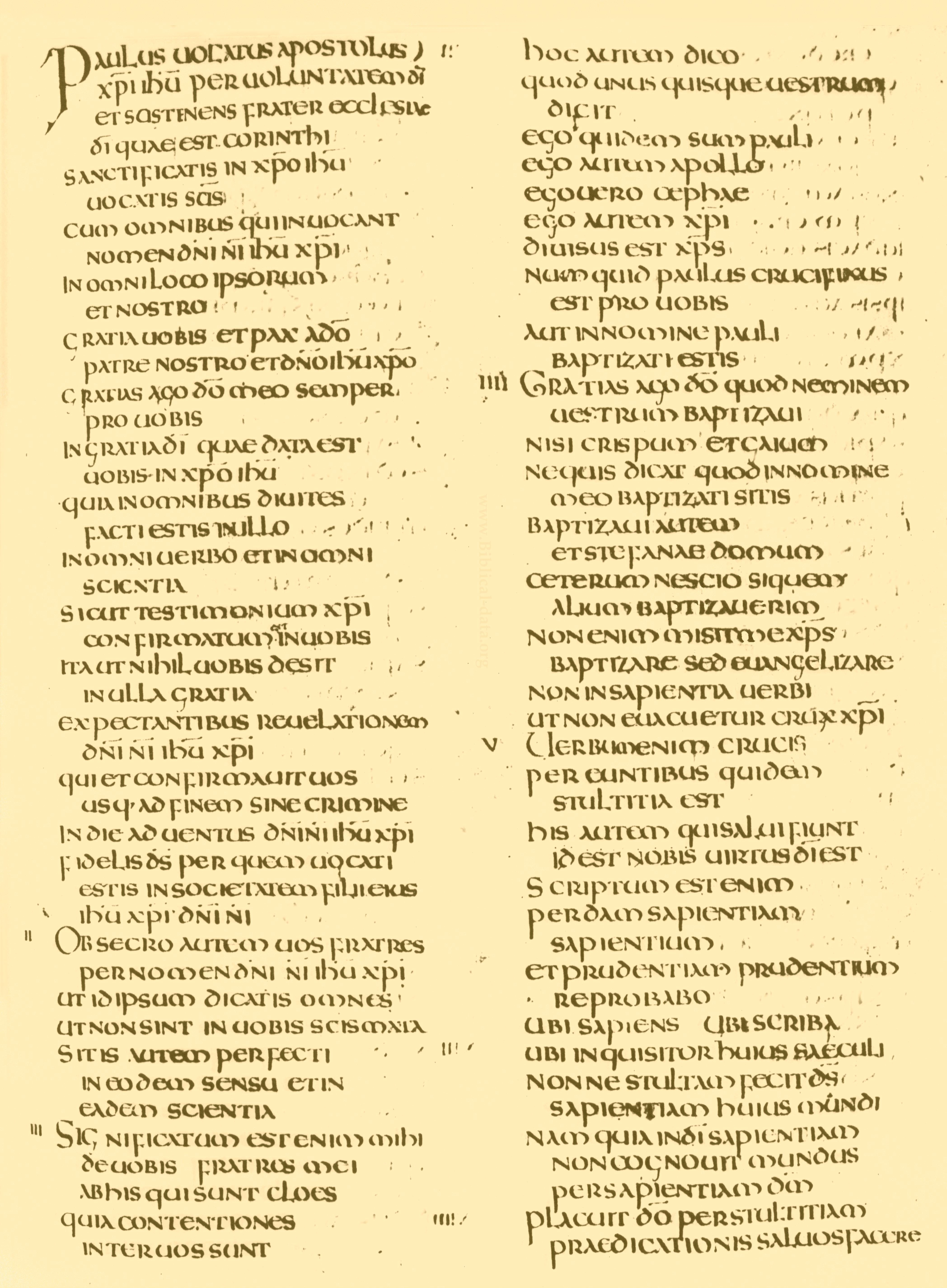
Аркуш 950 recto, наведено текст. У другому рядку першої колонки виразно видно скорочене написання імені Ісуса Христа

Аміатинський кодекс включає 1029 аркушів добре виробленого пергаменту. Попри значний вік, пергамент чудово зберігся і виглядає свіжим. Листи форматом 48,9 × 34 см, сфальцьовані в кватерніони — зошити по 4 сторінки, і зшиті в книжковий блок завтовшки 17,8 см без кришок палітурки, загальна маса книги — близько 30 кг. Перший аркуш кожного зошита має фоліацію римськими цифрами, виконаними коричневим чорнилом; пізніше А. Бандіні додав фоліацію арабськими цифрами чорним чорнилом.
Текст переписано великим точним унціалом у дві колонки по 43-44 рядки; перший рядок кожної біблійної книги записано червоним чорнилом. Позбавлений пунктуації текст розбито за змістом на рядки різної довжини. Слова відокремлено одне від одного, проте відстань між ними мінімальна. Текст забезпечено розбиттям Аммонія. Судячи з особливостей почерку, над рукописом працювало сім писарів та ілюстраторів. Низку понять, що позначають Бога і пов'язаних з ним сутностей, послідовно написано в скороченому вигляді під надрядковою рисою, аналогічною церковнослов'янському титлу (Nomina sacra): ds (Deus — Бог), dns (Dominus — Господь), ihs (Iesus — Ісус), xps (Christus — Христос), sps (Spiritus — Дух), scs (sanctus — святий). Непослідовно використовувалися скорочення слова «Ізраїль» isrl у формі Israhel (замість лат. Israel) і ff — fratres (брати).
Кодекс містить ілюстрації лише на початку Старого та Нового Заповітів (в останньому випадку — мініатюра Христа у славі на весь аркуш). Аркуш 1 verso містить віршовану посвяту в аркаді, за ним йдуть зображення Скинії Заповіту, пролог і зміст; аркуш 5 містить зображення Ездри у вигляді ченця-писаря. У кодексі наведено варіанти розбиття біблійних книг за Єронімом, Іларієм та Августином; при цьому зміст не відповідає жодному з них, оскільки Псалтир розділена на п'ять книг, а Книга Варуха відсутня; при цьому Лист Єремії включено до складу Книги Єремії. Загалом у Старому Заповіті кодексу 48 книг. Кожна біблійна книга має Tabula Capitulorum — коротке пояснення змісту, наприкінці кожної книги — короткий висновок. Чотириєвангеліє містить Єронімові пролегомени і його ж послання папі Дамасію.

## Текстологічні особливості

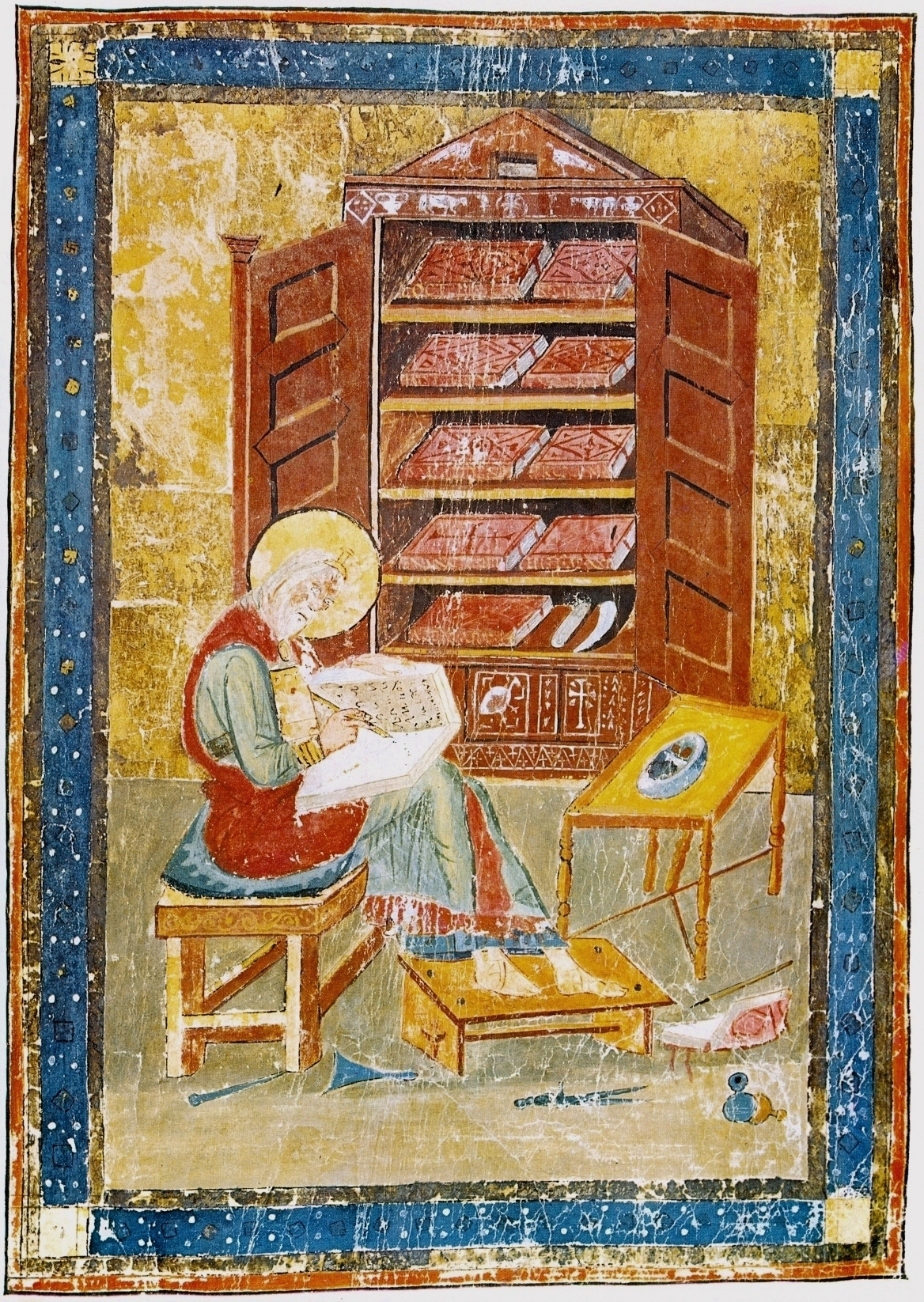
Мініатюра на аркуші 5 verso, яким відкривається Старий Заповіт. Зображує Ездру в образі ченця-переписувача

З точки зору текстології Аміатинський кодекс належить до італійського типу Вульгати і скопійований з рукописів з італійських сімейств. Кодекс містить текст Ів. 7:53-8:1, відсутній у грецьких рукописах. На думку К. Грегорі, текст містить кілька читань, характерних для англосаксонської та ірландської традицій, що випливає з місця створення рукопису; це зумовило текстологічну еклектику; більшість дослідників, навпаки, вважають, що в кодексі зберігся текст, що з найчистіше представляє початкові читання Єроніма. Ірландський тип тексту представлено в Псалтирі та Діях, мабуть, також у Товиті. Євангелія мають яскраво виражений італійський тип латинського тексту, можливо, неаполітанського зводу. Дослідники одностайно визнають кодекс найкращим із рукописів Вульгати.
Текст Аміатинського кодексу подібний до Ліндисфарнських євангелій і частково Фульдського кодексу. Припускають, що ці рукописи кореняться в скрипторії Кассиодора; отже, архетип створено в Південній Італії VI століття. Вперше це положення висунув П. Корсен 1883 року, коли зіставив опис Аміатинського кодексу з відомостями, Кассіодора про Codex Grandior — першу латинську Біблію, всі тексти якої зібрано під однією обкладинкою. Природним був висновок, що англосаксонський кодекс був його копією. Беда Преподобний у житії Кеолфріда згадував мініатюри Codex Grandior, які цілком відповідають зображенням у Аміатинському кодексі, можливо, скопійованим з італійського оригіналу. На думку П. Корсена, вступ до англосаксонського кодексу майже ідентичний одному з фрагментів Institutiones Кассіодора. К. Корсано зазначила, що Codex Grandior містив зображення Храму, з яким цілком співвідноситься план Скинії Заповіту, вміщений в Аміатинському кодексі. Була також гіпотеза, що зображення і план Скинії включено до складу Аміатинського кодексу безпосередньо з Codex Grandior, але вчена спільнота її не прийняла.
Беда Преподобний у Vita Ceolfridi описував, що в абатстві Монквірмут — Джарроу створено три гігантські кодекси повної латинської Біблії (лат. pandectus), одним з яких має бути Аміатинський. П. Мейверт доводив, що зображення Ездри в образі вченого ченця, підписане «Коли священні книги згоріли у вогні війни, Ездра охоче відшкодував збитки» (лат. codicibus sacris hotill clade perustis Esdra do fervens hoc reparavit opus), тісно пов'язане з Бедою, а зазначена думка неодноразово повторюється в його працях. Отже, кодекс міг бути створений і під його керівництвом.
Доведенням істинності відомостей Беди є залишки кодексу, які виявив 1882 року У. Грінвелл у Ньюкасл-апон-Тайні. Це був пергаментний аркуш із текстом 1 Цар. 11:29-12:18, який С. Тернер ідентифікував як дуже близький до Аміатинського кодексу, — він має такий самий формат, число рядків і переписаний тією ж формою унціалу. Грінвелл передав аркуш Британському музею. Публікація його тексту 1909 року дозволила виявити у бібліотечних зборах ще 11 аркушів із текстом Ісуса, сина Сираха. З'ясувалося також, що до XVI століття другий кодекс зберігався у Вустері, після чого перейшов до приватних рук і був практично знищений. Слідів третього кодексу поки що не виявлено.

## Історія
Кодекс створено у VIII столітті в Нортумбрії в подвійному монастирі Монквірмут — Джарроу. Можливо, що рукописи, з яких його переписано, привіз до Англії ще 669 року Теодор Тарсійський або Адріан — абат одного з монастирів Неаполя. Кодекс, найпевніше, скопійовано за наказом абата Монквірмут — Джарроу Кеолфріда, який мав намір подарувати розкішний рукопис папі Григорію II, що випливає з посвяти. 716 року Кеолфрід вирушив у паломництво до Риму, але помер, не досягши мети, в Лангрі. Рукопис зрештою потрапив до монастир Сан-Сальваторе на горі Аміата, від якої й отримав назву. Тут затерто і переписано заново текст посвяти, тому про англійське походження книги забули.
Документована історія рукопису починається лише від 1570 року, коли кодекс затребувало керівництво Цистерціанського ордену для підготовки нового видання Вульгати в Римі. За указом папи Сікста V 1587 року кодекс доставлено в Рим, де покладено в основу Сикстинського видання. 1592 року рукопис повернувся в абатство Сан-Сальваторе. Після його закриття 1786 року кодекс перейшов у фонд флорентійської Бібліотеки Лауренціани, де зберігається донині. Після перевезення до Флоренції кодекс відреставровано. Там його описав А.-М. Бандіні.
1834 року рукопис досліджував Фердинанд Флек. Він 1846 року випустив нове видання Вульгати, в якому матеріали Аміатинського кодексу подані у вигляді різночитань. 1843 року кодекс досліджував Костянтин Тішендорф, який опублікував у 1850 та 1854 роках видання Нового Заповіту. 1887 року Генрі Джуліан Вайт поклав кодекс в основу Оксфордського видання Вульгати Вордсворта і Вайта.
Під час Другої світової війни кодекс евакуювали з Флоренції і помістили в сховок у Гайоле-ін-К'янті, завдяки чому він не отримав жодних ушкоджень. Факсимільне видання опубліковано 2003 року обмеженим тиражем 199 примірників.

### Атрибуція та датування кодексу
При дослідженні кодексу в 1780-ті роки А.-М. Бандіні звернув увагу на аркуш із посвятою, перший, другий і п'ятий рядки якого були затертими й переписаними заново. Спочатку, ґрунтуючись на церковному переказі, він припускав, що кодекс переписано в VI столітті для папи Григорія Великого — у виправленій посвяті згадувався абат Сан-Сальваторе Петро Ломбардський. Спробувавши розшифрувати затертий текст він упевнився в своїй правоті. Датування Бандіні прийняв і Тішендорф у виданні 1854 року, не скуплячись на компліменти і вважаючи його висновки остаточними. Ґрунтуючись на грецькій посвяті до Книги Левит (дав.-гр. ὁ κύριος Σερβανδος ἐποίησεν), Бандіні і Тішендорф припустили, що Серванд і був творцем рукопису. К. Гаман у 1873 відкинув це припущення, вважаючи неймовірним, що писар не поставив своє ім'я на початку рукопису, і вперше датував кодекс VIII століттям. З цим датуванням погодився Пауль де Лагард, але він вважав, що кодекс переписано в абатстві Райхенау. Тільки 1886 року Джованні де Россі розшифрував стертий текст у п'ятому рядку посвяти і з'ясував, що його підписав Кеолфрід, і, отже, рукопис створено в Нортумбрії.

## Галерея

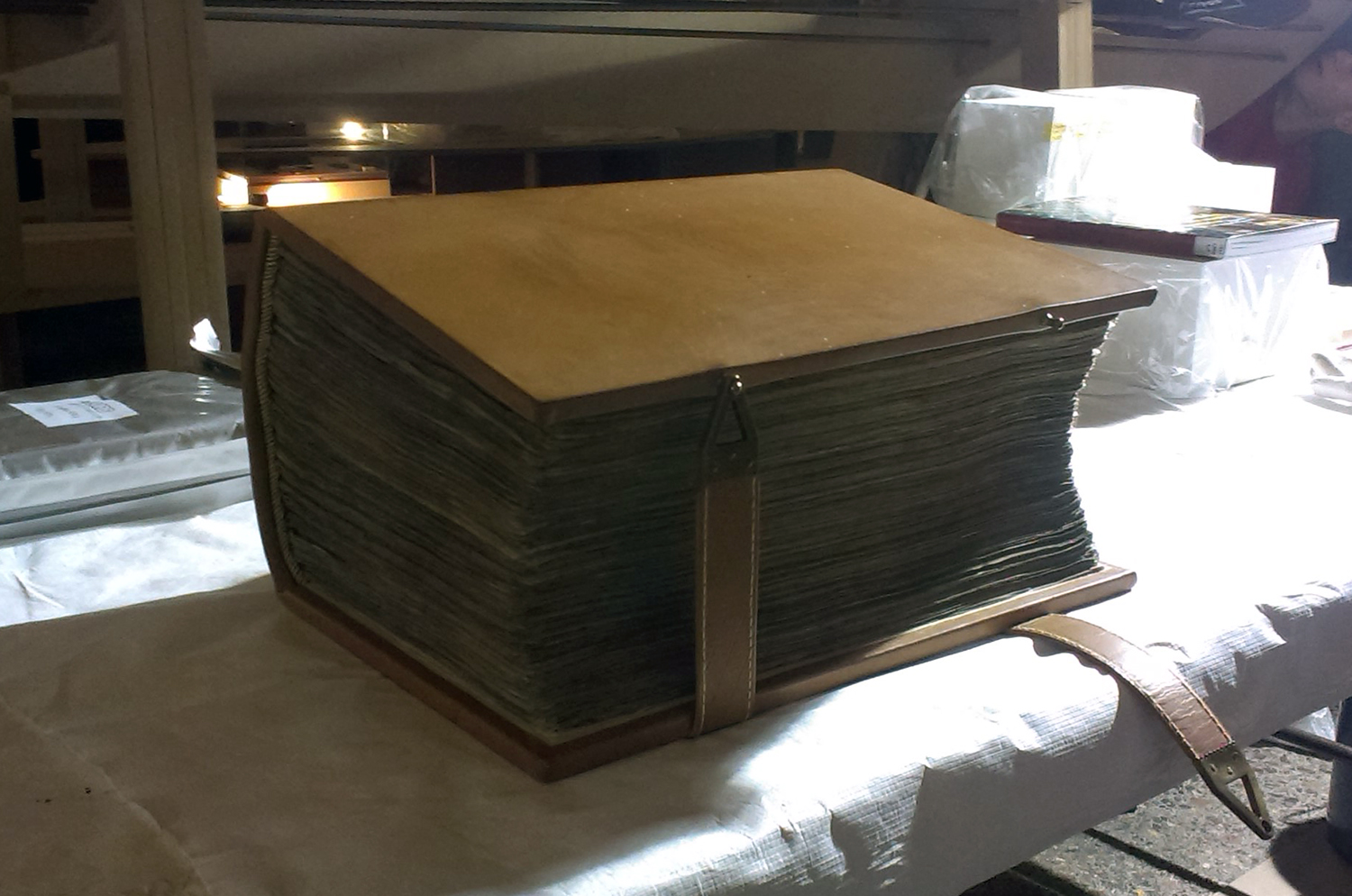
Загальний вигляд
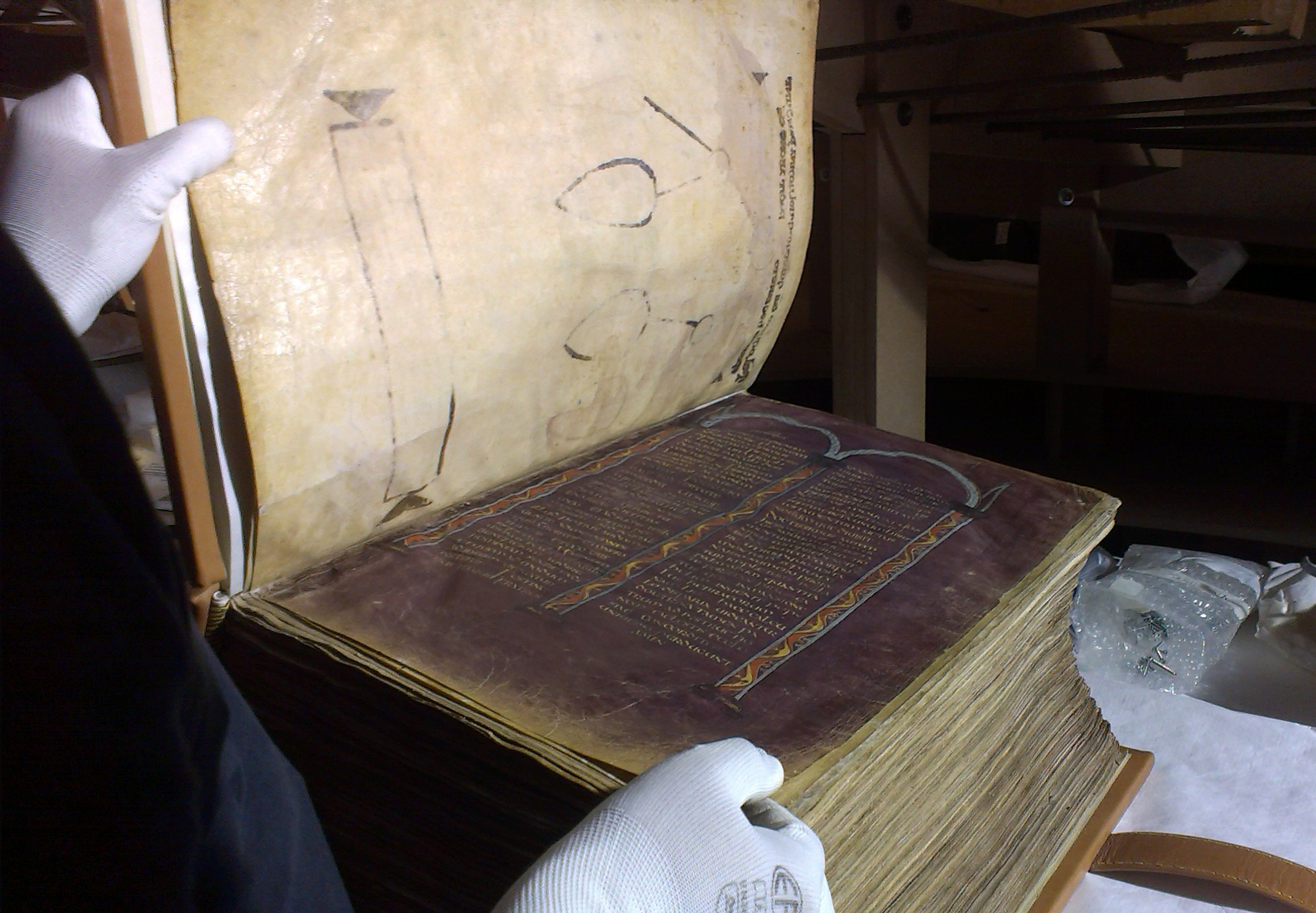
Сторінка канонів, цілком пофарбована пурпуром
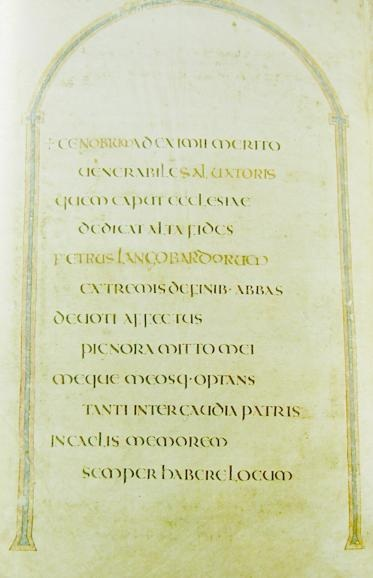
Аркуш із виправленою посвятою
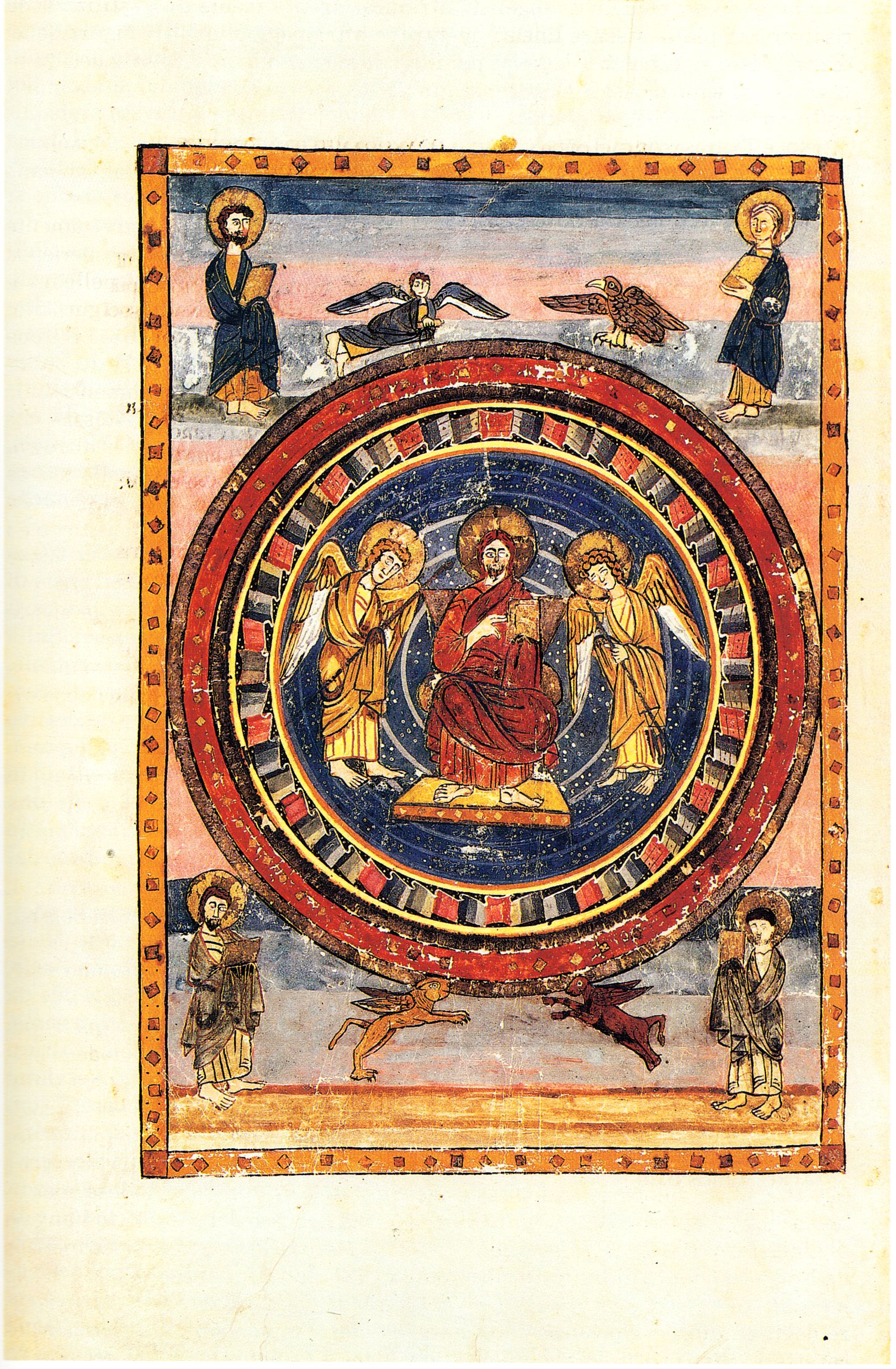
Господь у славі. Мініатюра на аркуші 796 verso
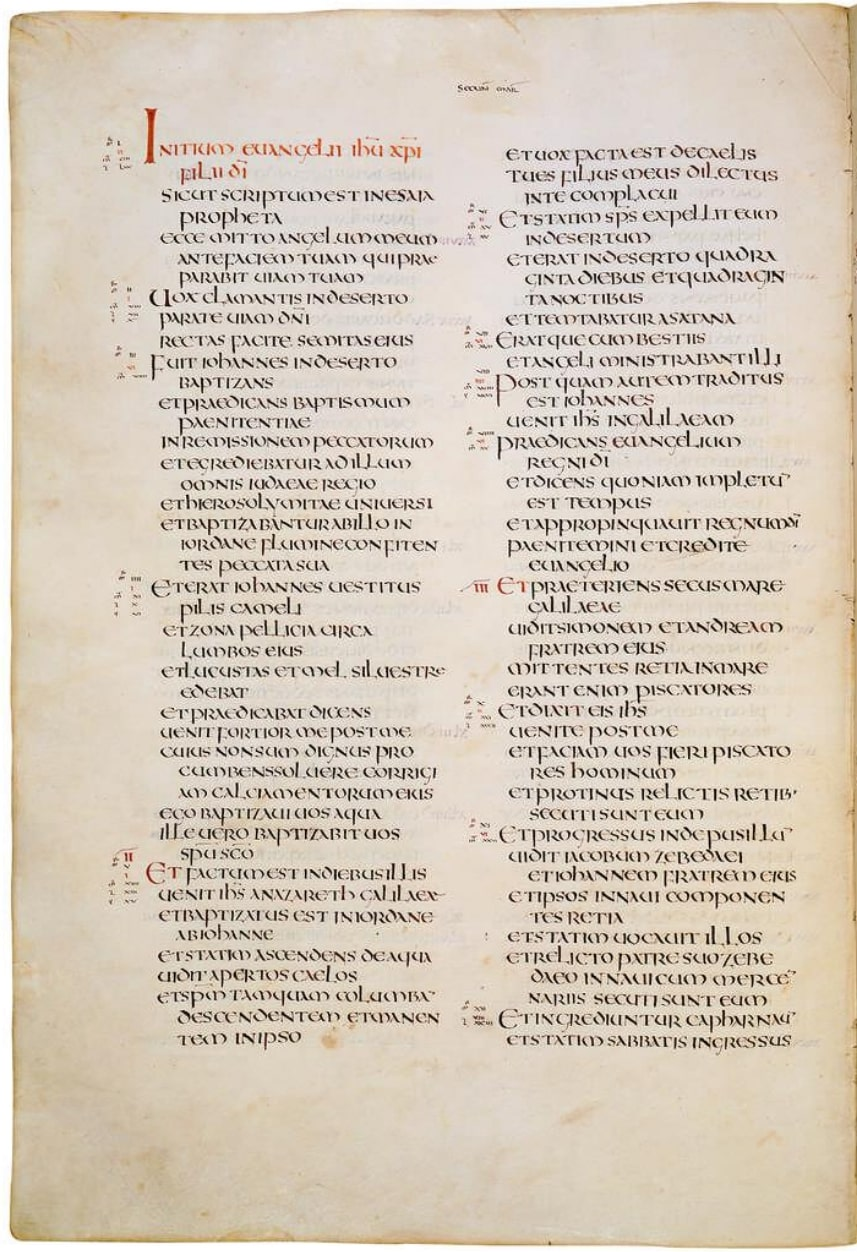
Перша сторінка євангелії від Марка

## Видання
- Ferdinand Florens Fleck (Lipsiae, 1840). Novum Testamentum Vulgatae editionis juxta textum Clementis VIII. Romanum ex Typogr. Apost. Vatic. A 1592 accurate expressum. Процитовано 7 березня 2016.
- Constantinus Tischendorf. Codex Amiatinus. Novum Testamentum Latine interpreto Hieronymo. — Lipsiae : Avenarius und Mendelssohn, 1854. — 421 p.